# Tysklands U/21-fodboldlandshold
Tysklands U/21-fodboldlandshold består af tyske fodboldspillere, som er under 21 år og administreres af det tyske fodboldforbund.
Holdet spiller med i UEFA turnering om europamesterskabet for U/21 landshold hvert andet år.

## Resultater

### U21 EM-resultater
Deltagelse som Vesttyskland:
- 1978: Ikke kvalificeret.
- 1980: Ikke kvalificeret.
- 1982: 2. plads.
- 1984: Tabte semifinale.
- 1986: Ikke kvalificeret.
- 1988: Tabte kvartfinale.
- 1990: Tabte kvartfinale.

Deltagelse som Østtyskland:
- 1978: Anden plads. Tabte finalen til Jugoslavien.
- 1980: Anden plads. Tabte finalen til Sovjetunionen.
- 1982: Ikke kvalificeret.
- 1984: Ikke kvalificeret.
- 1986: Ikke kvalificeret.
- 1988: Ikke kvalificeret.
- 1990: Ikke kvalificeret.

Deltagelse som samlet Tyskland:
- 1992: Tabte kvartfinale.
- 1994: Ikke kvalificeret.
- 1996: Tabte kvartfinale.
- 1998: Tabte kvartfinale.
- 2000: Ikke kvalificeret.
- 2002: Ikke kvalificeret.
- 2004: Gruppespil.
- 2006: Gruppespil.
- 2007: Ikke kvalificeret – tabte i playoff til turneringen.
- 2009: Europamestre
- 2011: Ikke kvalificeret.
- 2013: 6. plads
- 2015: 4. plads
- 2017:	1. plads
- 2019:	2. plads
- 2021:	1. plads